# 長徳寺 (十日町市)
長徳寺（ちょうとくじ）は、新潟県十日町市友重（伊勢平治）にある曹洞宗の単立寺院である。山号は「白雲山」（はくうんざん）。
周辺地域では千手観音との呼称で有名。
創建は延暦20年（801年）に坂上田村麻呂が東夷東征（北国遠征）の際、この地を訪れ、千手観音像を守り本尊として安置したのが始まりと伝えられている。
当初建てられた観音像は京都清水寺の本尊と同木の姉妹仏ともいわれている。

## 概要
現在の長徳寺は千手観音の別当として信仰を集め越後三十三観音霊場第十番札所になっている。千手観音堂の仁王門、木造金剛力士像、境内の板碑は十日町指定有形文化財に指定されており、仁王門については寛延2年（1749年）に出雲崎の大工を中心として建築した「入母屋造り三間一戸」の仁王門である。茅葺の「みの甲」の曲線が美しく、足廻り軸部、斗拱、軒廻り、妻飾り、柱間装置、天井などの構造手法が近世の寺院建築に指標をあたえて貴重であるとされる。木造金剛力士像については天衣を頭上にひるがえし、眉を逆立て眼を開き、阿形像は、左手を振り上げて金剛杵を握り、吽形像は右手の五指を開いて掌を前に見せて立つ姿をしている。江戸時代中から後期の作と思われ、仁王門とともに、かつての千手観音堂の隆盛をうかがい知ることができると、十日町市教育委員会の説明にある。また、長徳寺の境内には鎌倉時代（応長元年）の板碑も発見されており、当時の信仰の興隆を知る事が出来る貴重な資料となっている。

## 行事

### 十七夜まつり
毎年行われる千手観音の例大祭（十七夜まつり）は1200年の伝統があるといわれる、参道にはたくさんの露天が立ち並び、演芸大会や花火大会が開催される。
例年、7月16日に前夜祭として、芸能大会や歌謡ショーと、終盤になって奉納花火大会が行われる。17日（本祭）には午前中から神輿が行進を始める。

## アクセス
- 越後交通十日町＝川西＝小千谷線「観音様入口」にて下車、最寄りの交差点を右折し突き当りを左折。川西歴史民俗資料館すぐ横。